# Weaverville (Kalifornia)
Weaverville – jednostka osadnicza (census-designated place), ośrodek administracyjny hrabstwa Trinity, w północnej części stanu Kalifornia, w Stanach Zjednoczonych. W 2010 roku miejscowość liczyła 3600 mieszkańców.